# Obultronio Sabino
Obultronio Sabino (en latín: Obultronius Sabinus) fue senador romano del siglo I, que desarrolló su cursus honorum bajo Nerón y fue ejutado por orden de Galba.

## Carrera política
Fue quaestor aerarii ("cuestor del erario") en el año 56 o 57. El quaestor aerarii cumplía el papel de pagador para el ejército romano (militaria).
El historiador Tácito cuenta que un tribuno de la plebe durante el principado de Nerón, en el año 56, Helvidio Prisco acusó al cuestor del erario Obultronio Sabino de abusar de los indigentes. La acusación fue la de acosar a los pobres con confiscaciones no razonables y como consecuencia incautar sus efectos para venderlos en subasta. Para reparar el agravio, la decisión del emperador, fue transferir la responsabilidad de la tarea de obtener los activos de los cuestores a los prefectos comisionados especialmente para este propósito.
Obultronio Sabino fue ejecutado en Hispania, junto a Lucio Cornelio Parcello, probable legado en el año 68 y pretor años antes, por orden de Galba ante su ascenso al trono imperial.